# Бенефіс Лариси Голубкіної
«Бенефіс Лариси Голубкіної» — радянський телефільм-спектакль, бенефіс акторки театру і кіно Лариси Голубкіної, поставлений режисером Євгеном Гінзбургом за мотивами п'єси Бернарда Шоу «Пігмаліон».

## Сюжет
Мюзикл, поставлений за мотивами п'єси Бернарда Шоу «Пігмаліон», продовжив традицію телевізійних «Бенефіс», де в якості головного героя виступав популярний артист театру або кіно. Цього разу Євген Гінзбург і Борис Пургалін звернулися до класичної п'єси, в якій бенефіціантці Ларисі Голубкіній належало зіграти роль Елізи Дуліттл. Сюжетну лінію вдало доповнювали музичні номери, сучасні пісні, кумедні пародійні епізоди і ліричні відступи.

## Музичні номери
- «Наша королева» (російський варіант пісні «Mrs Vandebilt» Пола Маккартні), вик. ВІА «Веселі хлопці».
- «Лайді-Лайді» (російський варіант пісні «Przy Dolnym Mlynie» польського ансамблю «Trubadurzy»).
- «Пісенька про Капітана» (сл. Василя Лебедєва-Кумача, муз. Ісаака Дунаєвського, з фільму «Діти капітана Гранта»), вик. Володимир Зельдін.
- «Мова поета», вик. Олександр Ширвіндт
- «Королева» (вірші:  Сергі Єсенін, муз.:  Геннадій Подєльський), вик. Лариса Голубкіна і Валентин Манохін.
- «Вечір» (дует Лізи і Поліни «Вже вечір» з опери Петра Чайковського «Пікова дама», вірші Василя Жуковського).
- «Треба вмиватися», вик. Людмила Гурченко.
- «Пісенька сміттяра Дуліттла»
- «Японський вокаліз»
- «Все гаразд, прекрасна маркіза»
- «Колискова Світлані» (фрагмент фільму «Гусарська балада»)
- «Пастушок» (вірші Роберта Бернса)
- «Я дочка молодого драгуна» (вірші Роберта Бернса з циклу «Веселі жебраки» «The Jolly Beggars», 1785) в перекладі Едуарда Багрицького, муз. невідомого автора), вик. Ольга Аросєва
- «Шаланди, повні кефалі» (сл. Володимира Агатова, муз.  Микити Богословського). Вик.  Лариса Голубкіна,  Олександр Ширвіндт
- «Кульгавий король». Вик.  Наталія Фатєєва
- «Листопад». Вик.:  Лариса Голубкіна,  Михайло Державін (слова:  Володимир Харитонов, музика: Давид Тухманов)
- «Давним-давно» (фрагмент фільму «Гусарська балада»)
- «Ні, не годиться навік втрачати роки» (музика Ісаака Дунаєвського з фільму «Веселі хлопці»). Вик. Володимир Зельдін.
- «Поїдемо» (з оперети Імре Кальмана «Маріца»)
- «Чаклунство» (слова:  Леонід Дербеньов, музика:  Олександр Флярковський
- «Серце любити повинно» (сл.  Ігоря Шаферана, муз.  Давида Тухманова, з фільму «Ця весела планета»)
- У телефільмі використовуються фрагменти художнього фільму  Ельдара Рязанова «Гусарська балада», в якому  Лариса Голубкіна зіграла роль Шурочки Азарової

## У ролях
- Лариса Голубкіна —  Еліза Дуліттл
- Олександр Ширвіндт —  Хіггінс
- Володимир Зельдін —  Пікерінг
- Наталія Фатєєва —  місіс Хіггінс
- Людмила Гурченко —  місіс Пірс
- Ольга Аросєва —  місіс Ейнсфорд Хілл
- Наталія Селезньова —  Клара
- Михайло Державін —  Фредді
- Володимир Сошальський —  Альфред Дуліттл
- Валентин Манохін —  таксист / лакей / рефері / король / хлопець з гітарою
- Георгій Тусузов — епізод
- Балетна група «Бенефіс»
- Ірина Грібуліна — епізод
- Олександр Мухатаєв — епізод
- ВІА «Блакитні Гітари», кер.  Ігор Гранов
- ВІА «Веселі хлопці», кер  Павло Слободкін
- Інструментальний Ансамбль, кер  Леонід Чижик
- Савелій Крамаров —  камео
- Віра Васильєва —  камео
- Сергій Мартінсон —  камео

## Знімальна група
- Автор сценарію:  Борис Пургалін
- Режисер:  Євген Гінзбург
- Аранжування музики: Микола Друженко, Ігор Кадомцев, Олександр Мукосєй,  Павло Слободкін
- Балетмейстер:  Валентин Манохін
- Запис музики: Володимир Виноградов
- Автори: Бернард Шоу,  Петро Чайковський, Роберт Бернс,  Тихон Хренніков,  Олександр Гладков,  Ісаак Дунаєвський,  Василь Лебедєв-Кумач,  Микита Богословський,  Володимир Агатов, Геннадій Подєльський,  Сергій Єсенін,  Олександр Флярковський,  Леонід Дербеньов,  Давид Тухманов,  Ігор Шаферан, Володимир Харитонов, Пол Маккартні, Станіслав Ковалевський,  Борис Пургалін, Імре Кальман,  Валерій Зубков, Густав Надо,  Ірина Грибуліна, Леонід Гарін, Микола Мінх, Олександр Безименський, Микола Друженко і один невідомий автор.